# Bahnstrecke Protivec–Bochov
| Kursbuchstrecke (SŽ): | 163 (1996)           |                                         |                       |
| Streckenlänge: | 16,633 km            |                                         |                       |
| Spurweite: | 1435 mm (Normalspur) |                                         |                       |
| Streckenklasse: | C3                   |                                         |                       |
| Maximale Neigung: | 25 ‰                 |                                         |                       |
| Streckengeschwindigkeit: | 40 km/h              |                                         |                       |
| |                      |                                         |                       |
| \| \| \| von Rakovník \| \| \| \| 0,000 \| Protivec früher Protiwitz \| 463 m \| \| \| \| nach Bečov nad Teplou \| \| \| \| 3,818 \| Žlutice zastávka früher Luditz-Flohberg \| 502 m \| \| \| 7,759 \| Budov früher Budau \| Budov früher Budau \| \| \| 9,037 \| Vahaneč früher Bohentsch \| 588 m \| \| \| 10,707 \| Hřivínov \| Hřivínov \| \| \| 13,276 \| Těšetice früher Tescheditz \| 664 m \| \| \| 16,633 \| Bochov früher Buchau \| 662 m \| \| \| \| \| \| \| Quellen: [1][2] \| \| \| \| |                      |                                         |                       |
| Strecke |                      | von Rakovník                            | von Rakovník          |
| Bahnhof | 0,000                | Protivec früher Protiwitz               | 463 m                 |
| Abzweig geradeaus und nach links |                      | nach Bečov nad Teplou                   | nach Bečov nad Teplou |
| ehemaliger Haltepunkt / Haltestelle | 3,818                | Žlutice zastávka früher Luditz-Flohberg | 502 m                 |
| ehemaliger Haltepunkt / Haltestelle | 7,759                | Budov früher Budau                      | Budov früher Budau    |
| ehemaliger Haltepunkt / Haltestelle | 9,037                | Vahaneč früher Bohentsch                | 588 m                 |
| ehemaliger Haltepunkt / Haltestelle | 10,707               | Hřivínov                                | Hřivínov              |
| ehemaliger Haltepunkt / Haltestelle | 13,276               | Těšetice früher Tescheditz              | 664 m                 |
| Kopfbahnhof Streckenende | 16,633               | Bochov früher Buchau                    | 662 m                 |
| |                      |                                         |                       |
| Quellen: |                      |                                         |                       |

Die Bahnstrecke Protivec–Bochov ist eine regionale Eisenbahnverbindung in Tschechien, die ursprünglich als Teil der landesgarantierten Lokalbahn Rakonitz–Petschau–Buchau erbaut wurde. Die Strecke zweigt in Protivec (Protiwitz) aus der Bahnstrecke Rakovník–Bečov nad Teplou ab und führt nach Bochov (Buchau). Nach der Einstellung des Reiseverkehrs im Jahr 1996 wird die Strecke heute nur noch mit Güterzügen bedient.
Nach einem Erlass der tschechischen Regierung ist die Strecke seit dem 20. Dezember 1995 als regionale Bahn („regionální dráha“) klassifiziert.

## Geschichte
Die Konzession zum Baue und Betriebe einer als normalspurige Localbahn auszuführenden Locomotiveisenbahn wurde am 31. Mai 1895 durch den österreichischen Staat erteilt. Am 27. Juni 1897 wurde die neue Linie gemeinsam mit dem Abschnitt Rakonitz–Luditz der Strecke Rakonitz–Petschau (Rakovník–Bečov nad Teplou) eröffnet.
Den Betrieb führten die k.k. Staatsbahnen (kkStB) auf Rechnung der Eigentümer aus. Den dichtesten Fahrplan in ihrer Geschichte hatte die Strecke bis zum Beginn des Ersten Weltkriegs. Im Fahrplan von 1912 waren insgesamt fünf gemischte Zugpaare verzeichnet, die in Protiwitz stets Anschluss an die Züge von und nach Rakonitz hatten.

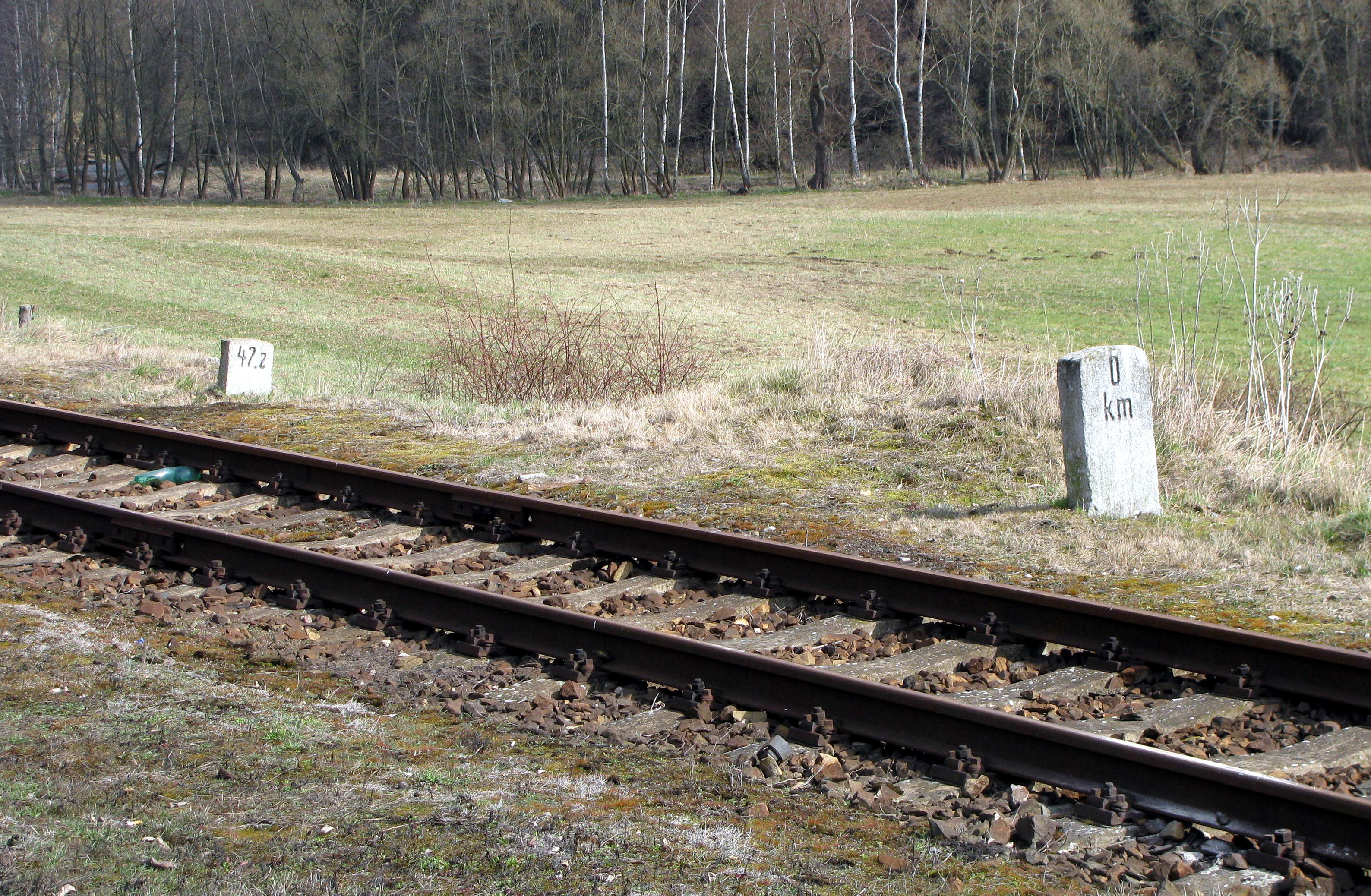
Nullkilometerstein am Streckenanfang in Protivec (2010)

Nach dem Ersten Weltkrieg ging die Betriebsführung im Oktober 1918 an die neu gegründeten Tschechoslowakischen Staatsbahnen (ČSD) über. Deren erster Fahrplan von 1919 verzeichnete nur zwei Zugpaare, später wurde das Angebot wieder auf vier Zugpaare erweitert. Am 1. Januar 1925 wurde die Lokalbahngesellschaft verstaatlicht und in die ČSD eingegliedert.
Ende der 1920er Jahre machte sich zunehmend die Konkurrenz des Straßenverkehrs bemerkbar. Viele Fahrgäste benutzten nun die schnelleren Autobusse auf der parallel liegenden Fernstraße I/6. Dazu kam, dass der Reiseverkehr zunehmend auf die nahe Bezirksstadt Karlsbad (Karlovy Vary) ausgerichtet war, die im Bahnverkehr nur mit einem großen Umweg erreichbar war. Während der Weltwirtschaftskrise Anfang der 1930er Jahre stellten die ČSD schließlich den Reiseverkehr ein.
Nach der Angliederung des Sudetenlandes an Deutschland am 1. Oktober 1938 kam die Strecke in Verwaltung der Deutschen Reichsbahn, Reichsbahndirektion Dresden. Diese nahm den Reisezugverkehr nach Beginn des Zweiten Weltkrieges 1939 wieder auf. Im Reichskursbuch war die Verbindung als Kursbuchstrecke 167n Protiwitz–Buchau (Sudetenl)  enthalten.
Nach dem Ende des Zweiten Weltkriegs am 8. Mai 1945 kam die Strecke wieder zu den ČSD. Infolge der Aussiedlung der deutschsprachigen Bevölkerung in den Jahren 1945/46 kam es erneut zu einer Verringerung der Verkehrsnachfrage, sodass der Reiseverkehr zunächst nicht wieder aufgenommen wurde. Erst ab Mitte der 1950er Jahre betrieben die ČSD wieder Reiseverkehr, der nun mit Motorzügen abgewickelt wurde. Im Fahrplan 1988/89 verkehrten werktags drei Personenzugpaare, die für die Gesamtstrecke Protivec–Bochov in beiden Richtungen 29 Minuten benötigten.

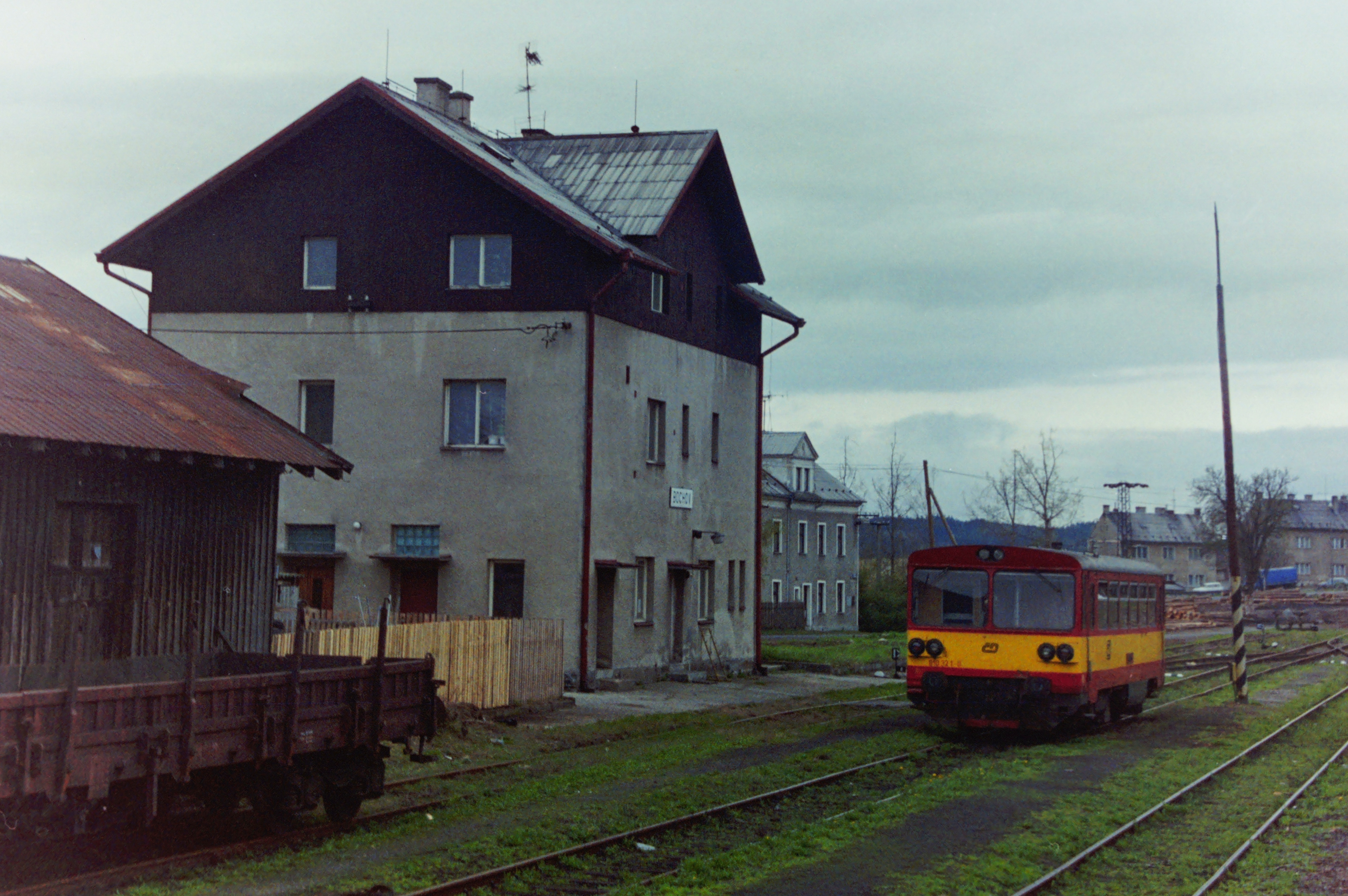
Bahnhof Bochov (1996)

Am 1. Januar 1993 ging die Strecke im Zuge der Auflösung der Tschechoslowakei an die neu gegründete tschechische Staatsbahnorganisation České dráhy (ČD) über. Am 31. Mai 1996 stellten die ČD den Personenverkehr ein. Deren letzter Fahrplan verzeichnete drei Reizugpaare an Werktagen auf der Gesamtstrecke, ein weiteres verkehrte an Schultagen zwischen Bochov und Vahaneč.
Heute wird die Strecke nur noch im Güterverkehr bedient. Am Streckenendpunkt Bochov befinden sich ein Sägewerk und eine Holzverladestelle, die weiterhin für ein regelmäßiges Güteraufkommen sorgen.
Der Gemeindeverband ODORAK plant eine beschränkte Wiederaufnahme des Reiseverkehrs in Form von Fahrradzügen an den Wochenenden im Sommerhalbjahr. Dazu fand am 8. Mai 2025 eine Sonderfahrt statt, um die Fahrzeiten für einen regulären Fahrplan ermitteln zu können. Ein erster Fahrplanentwurf sieht drei Zugpaare zwischen Protivec und Bochov vor.